# Semana Internacional de Cine de Valladolid 2010

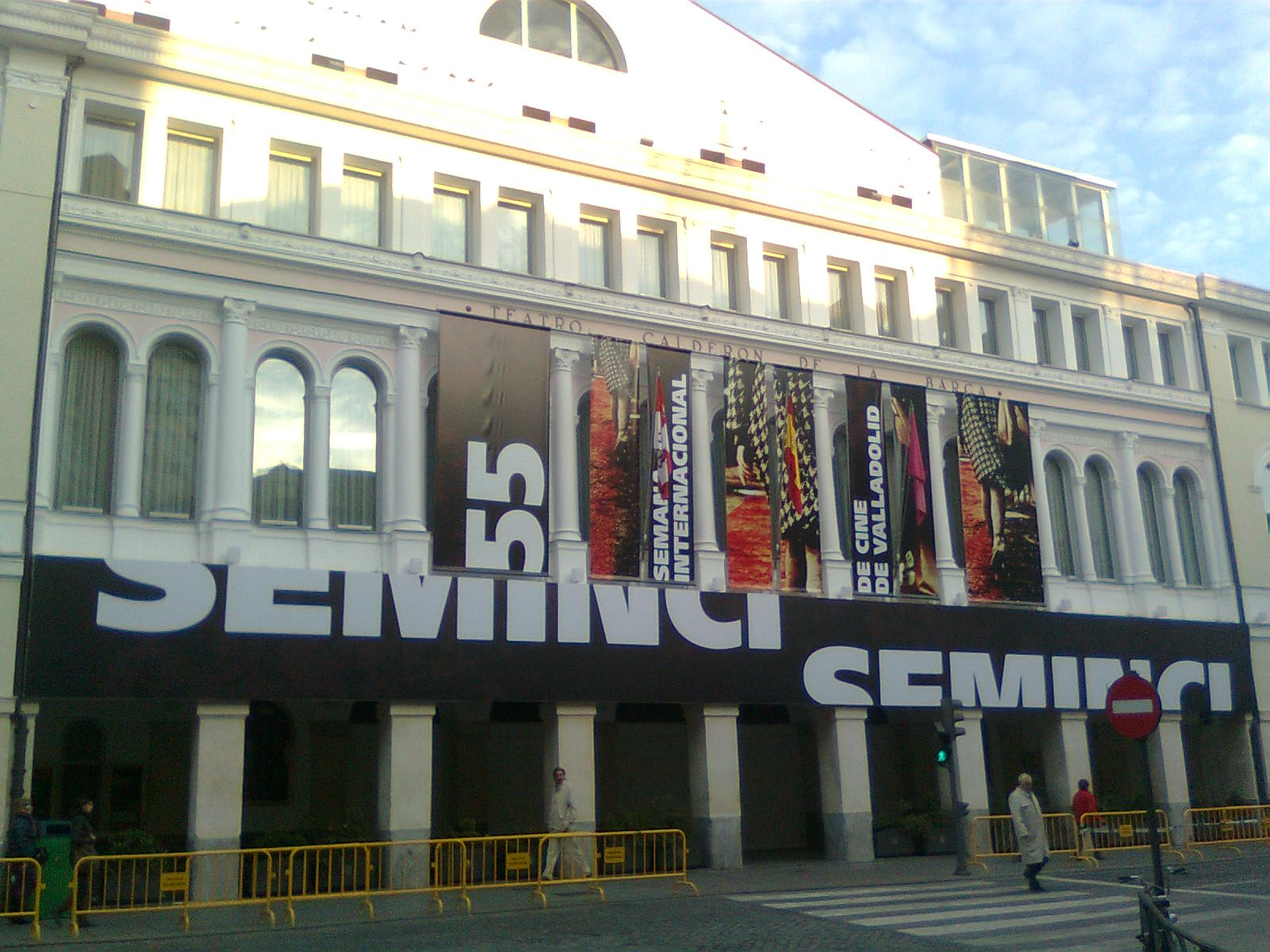
Exterior del Teatro Calderón durante la 55.ª Seminci (2010)

La Semana Internacional de Cine de Valladolid de 2010 fue la 55.ª edición de este festival y se celebró entre el 23 y el 30 de octubre, dirigida por Javier Angulo Barturen. Pocos días antes tuvieron lugar unas polémicas declaraciones del alcalde de Valladolid, Francisco Javier León de la Riva, sobre la ministra de Sanidad, Leire Pajín, lo que repercutió en el evento: algunos actores y directores se negaron a saludar al político, y lo mismo la ministra de Cultura, Ángeles González-Sinde, que además canceló su asistencia a la inauguración.

## Programación
Debido a la reducción del presupuesto, la edición de 2010 tuvo una duración de sólo ocho días, uno menos que las anteriores, y contó con menos películas participantes en todas las secciones y ciclos.
Uno de los momentos más destacados fue el estreno en la gala inaugural y fuera de concurso de la película También la lluvia, seleccionada para optar en representación de España al Óscar a la mejor película extranjera de 2010, con la presencia de su directora, Icíar Bollaín, su guionista, Paul Laverty, y los actores Luis Tosar y Karra Elejalde. La cinta trata sobre la lucha campesina en Bolivia durante la Guerra del Agua en 2000.
El actor malagueño Antonio Banderas recibió en esa misma gala la Espiga de Honor de manos de los actores Juan Diego e Imanol Arias, lo que supuso un nuevo reconocimiento de la Seminci por su trayectoria tras el premio al mejor actor de la edición de 1989 por La blanca paloma.
El recientemente fallecido cineasta francés Claude Chabrol también fue homenajeado mediante un ciclo de proyecciones y la entrega, el viernes 29, de la Espiga de Honor a su hija y colaboradora Cécile Maistre, de manos del director español Carlos Saura, coincidiendo con la proyección de su último trabajo y una mesa redonda. Igualmente, el fallecido escritor vallisoletano Miguel Delibes fue recordado de forma especial con una mesa redonda y una proyección. Además, se dedicó al cine brasileño reciente el ciclo Brasil. El cine del Siglo XXI, que incluyó el estreno de Cuerpos celestes, la última película del director Marcos Jorge, ganador de la Espiga de Oro en 2008.
El festival proyectó también la película La tropa de trapo en el país donde siempre brilla el sol, de Álex Colls, primer largometraje español de animación en 3D, para lo cual se facilitaron gafas especiales adaptadas para niños. Finalmente, se dedicaron sendas jornadas a la biodiversidad y a la diversidad cultural.

## Jurado internacional

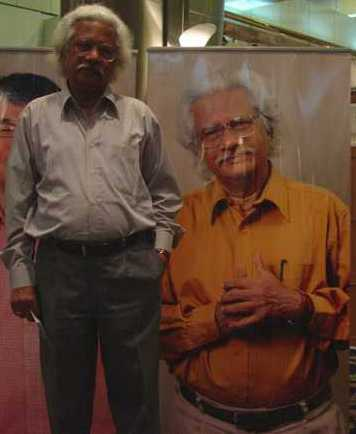
El director indio Adoor Gopalakrishnan, presidente del Jurado de esta edición

Los miembros del jurado internacional encargados de conceder los principales premios en la sección oficial fueron:
- Adoor Gopalakrishnan, director,  India (presidente)
- María Botto, actriz,  España
- Miriam Allen, cofundadora y directora del festival de Galway,  Irlanda
- Jaime Rosales, director,  España
- Mar Targarona, productora,  España

## Largometrajes en la sección oficial
Las películas que participaron en la sección oficial fueron las siguientes:
- También la lluvia, de Icíar Bollaín (inauguración),  España- Francia- México
- À l’origine d’un cri (El origen de un grito), de Robin Aubert,  Canadá
- Beyond the Steppes (Más allá de las estepas), de Vanja d´Alcantara,  Bélgica- Polonia
- Copie conforme (Copia certificada), de Abbas Kiarostami,  Francia- Italia
- Cyrus, de Jay y Mark Duplas,  Estados Unidos
- En familie (Una familia), de Pernille Fischer Christensen,  Dinamarca
- The Fourth Portrait (Retrato número cuatro), de Mong-Hong Chung,  Taiwán
- Die Fremde (La extraña), de Feo Aladag,  Alemania
- Incendies, de Denis Villeneuve,  Canadá- Francia
- La mosquitera, de Agustí Vila,  España
- El mural, de Héctor Olivera,  Argentina- México
- Na putu (En el camino), de Jasmila Zbanic,  Bosnia y Herzegovina- Austria- Alemania- Croacia
- Picco, de Philip Koch,  Alemania
- Shlichuto Shel HaMemune Al Mashabei Enosh (La misión del director de Recursos Humanos), de Eran Riklis,   Israel- Alemania- Francia- Rumania
- Sin retorno, de Miguel Cohan,  España- Argentina
- Vidas pequeñas, de Enrique Gabriel,  España
- Mao’s Last Dancer (El último bailarín de Mao), de Bruce Beresford (clausura),  Australia

## Palmarés

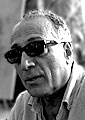
El director iraní Abbas Kiarostami, ganador ex aequo de la Espiga de Oro de esta edición

Se otorgaron los siguientes premios:

### Sección Oficial
- Espiga de Oro: Copie conforme (Copia certificada), de Abbas Kiarostami,  Francia- Italia, y Sin retorno, de Miguel Cohan,  España- Argentina (ex aequo)
- Espiga de Plata: La mosquitera, de Agustí Vila,  España
- Premio Especial del Jurado: Na putu (En el camino), de Jasmila Zbanic,  Bosnia y Herzegovina- Austria- Alemania- Croacia
- Premio Pilar Miró al Mejor Nuevo Director: Miguel Cohan por Sin retorno,  España- Argentina
- Premio al Mejor Actor: Jesper Christensen por En familie (Una familia), de Pernille Fischer Christensen,  Dinamarca
- Premio a la Mejor Actriz: Emma Suárez por La mosquitera, de Agustí Vila,  España
- Premio a la Mejor Dirección de Fotografía: Nagao Nakashima por The Fourth Portrait (Retrato número cuatro), de Mong-Hong Chung,  Taiwán
- Premio a la Mejor Música Original: Cyril Morin por Shlichuto Shel HaMemune Al Mashabei Enosh (La misión del director de Recursos Humanos), de Eran Riklis,  Israel- Alemania- Francia- Rumania
- Premio Miguel Delibes al Mejor Guion: Denis Villeneuve y Valérie Beaugrand-Champagne por Incendies, de Denis Villeneuve,  Canadá
- Premio del Público Sección Oficial: Incendies, de Denis Villeneuve,  Canadá- Francia
- Premio de la Juventud: Incendies, de Denis Villeneuve,  Canadá- Francia
- Premio Diversidad Cultural: También la lluvia, de Icíar Bollaín,  España- Francia- México
- Premio de la Crítica Internacional (FIPRESCI): Sin retorno, de Miguel Cohan,  España- Argentina

- Espiga de Oro Cortometraje: Laharog dvorah (Matar a un abejorro), de Tal Granit y Sharon Maymon,  Israel
- Espiga de Plata Cortometraje: Érintés (Roce), de Ferenc Cakó,  Hungría
- Premio al Mejor Cortometraje Europeo: Sma barn, stora ord (Niños pequeños, palabras mayores), de Lisa James Larsson,  Suecia

### Punto de Encuentro
- Mejor Largometraje: Sebbe, de Babak Najafi,  Suecia
- Mención Especial Largometraje: The Unmaking Of (Cómo no se hizo), de Chumilla Carbajosa,  España
- Mejor Cortometraje Extranjero: Colivia (La jaula), de Adrian Sitaru,  Rumania- Países Bajos
- Mención Especial Cortometraje: Ao Meu Pai Com Carinho (A mi padre con cariño), de Fausto Noro,  Brasil
- Premio La Noche del Corto Español: A o B, de Leticia Dolera,  España
- Premio de la Juventud: Obselidia, de Diane Bell,  Estados Unidos

### Tiempo de Historia
- Primer Premio: Voices Unbound: The Story of the Freedom Writers (Voces sin límites), de Daniel Anker,  Estados Unidos
- Segundo Premio: Piano Encounters (Encuentros con el piano), de Enrique Sánchez Lansch,  Alemania
- Tercer Premio: Cuidadores, de Óskar Tejedor,  España

### Castilla y León en Corto
- Premio Castilla y León en Corto: Las remesas, de Juan Carrascal Yñigo y Arturo Artal,  España